# Liste der Monuments historiques in Marbache
Die Liste der Monuments historiques in Marbache führt die Monuments historiques in der französischen Gemeinde Marbache auf.

## Liste der Objekte
| Bezeichnung                           | Beschreibung                                      | Standort                         | Kennzeichnung | Schutzstatus | Datum | Bild |
| ------------------------------------- | ------------------------------------------------- | -------------------------------- | ------------- | ------------ | ----- | ---- |
| Gemälde Heilige Familie               | Ölfarbe auf Leinwand, Holzrahmen, 17. Jahrhundert | in der Kirche St-Gengoult (Lage) | PM54001668    | Inscrit      | 2005  |      |
| Gemälde Der heilige Gangolph zu Pferd | Ölfarbe auf Leinwand, Holzrahmen, 19. Jahrhundert | in der Kirche St-Gengoult (Lage) | PM54001669    | Inscrit      | 2005  |      |